# Dadaizam
Dadaizam je umjetnički pokret koji u traženju novoga izraza negira sve ustaljene vrijednosti. Naglašava besmislenost civilizacije koja uništava vlastite vrijednosti, ali i apsurdnost, kroz izlaganje banalnih predmeta kao umjetničkih djela. 
Dadaizam teži rušenju, uništenju starih načela i zakonitosti logike, ismijava „vječnu ljepotu”. Dadaizam je protiv nepokretnosti misli i određenja pojmova, Dada je i protiv Dade, pa iz toga mnogi izvode zaključak da dadaizam nije toliko protuumjetnički i protuknjiževni smjer koliko „posebno raspoloženje duha, krajnji čin antidogmatizma koji se za svoju borbu služi svim sredstvima”. (De Michelli)

## Nastanak
Dadaizam nastaje vrlo burno 1916. godine u Zürichu u Švicarskoj, u koji se sklanja velik broj umjetnika za vrijeme Prvog svjetskog rata. Grupa umjetnika okupljena oko kafea Cabaret Voltaire pokrenula je časopis Dada koji je dobio ime po onomatopeji dječjeg tepanja; prema Tristanu Tzari „riječ koja ne znači ništa”. No, postoji vjerovanje da su prilikom jednog sastanka dada umjetnici, u duhu besmislenosti, željeli pokretu dati ime nasumičnim zabijanjem noža u francusko-njemački rječnik; nož se zabio na francuskom pojmu za „igračku drvenog konjića”, Dada. Tristan Tzara (1896. – 1963.) osnivač je i pisac prvog manifesta, a u jednoj je prigodi, nekoliko desetljeća kasnije, izjavio: 
To je bio razlog za dadaističku pobunu, zagovaranje apsurda, promidžbu nihilizma, odbacivanje svih tradicionalnih vrijednosti. Tristan Tzara je obrazlagao potrebu osnivanja jednog takvog pokreta riječima:
Tzara odbacuje sve teorije te se izruguje i kubističkim i futurističkim "akademijama, laboratorijima formalnih ideja". Iz njegovih tekstova zrači neobična uznemirenost, nepredvidivost. Uz Tzaru, istaknuti dadaisti u književnosti bili su i Guillaume Apollinaire, Hugo Ball, Philippe Soupault, Andre Breton, Paul Éluard, Richard Huelsenback i Louis Aragon. 

## Osobitosti
U likovnim umjetnostima pokret je bio odgovor umjetnika na tragične životne okolnosti, prije svega na I. svjetski rat. Odbijali su svaki realizam u umjetnosti, bili su anarhistički i nihilistički orijentirani prema važećim vrijednostima. On je u biti bio negacija umjetnosti, „anti-umjetnost”, ismijavanje njezine uloge u društvu i izrugivanje umjetnika samome sebi. 
Nisu umjetnici izgubili razum, nego su besmislom i destrukcijom u svojim djelima htjeli pokazati kakav besmisao i suludo uništavanje vladaju u životnoj zbilji. Želeći ukazati na mane društva izazvali su suprotan učinak, uglavnom su izazvali bijes i prijezir te bili proganjani. 
Dadaisti su jednostavno i doslovno prenijeli metodu besmisla iz stvarnosti u umjetnost. Tako je npr. Francis Picabia slikao naizgled ozbiljne tehničke nacrte za strojeve koji bi u praksi bili posve besmisleni (npr. Stroj za ljubav). Predvodnik dadaizma je Marcel Duchamp u svojoj ciničnoj fazi. On bi sasvim obične predmete predstavljao kao umjetnička djela (pisoar nazvan fontana) ili bi sastavljao od običnih predmeta nelogične spojeve (readymade). 
Dadaizam se širi i na SAD, Njemačku i Francusku, no početkom dvadesetih godina djelatnost pokreta naglo se smanjuje. Unatoč tome dadaizam uvelike utječe na stvaralaštvo brojnih književnika, čak i u današnje vrijeme.
Dadaisti su bili i oštri kritičari kapitalističkog društva, osobito u Njemačkoj, gdje se isticao Georg Grosz koji je smatrao da se amoralno, nepošteno i nasilno u društvu treba kritizirati likovno ružnim i nakaznim. Kako bi izludjeli svoje kritičare i protivnike, dadaisti su se služili apsurdima i paradoksima, pa čak i: 
Iako shvaćena kao nekonstruktivna pojava, ipak je iracionalnost dadaizma pokrenula novu mogućnost u europskoj umjetnosti u području imaginacije – nadrealizam.

### Istaknuti likovni umjetnici dadaizma
| - Jean Arp - Johannes Baader - Otto Dix - Theo van Doesburg - Marcel Duchamp - Georg Grosz - Raoul Hausmann | - John Heartfield - Hannah Höch - Francis Picabia - Man Ray - Hans Richter - Kurt Schwitters - Beatrice Wood |

## Poveznice
- Konceptualna umjetnost
- Kronologija likovne umjetnosti prve trećine 20. st.